# أنطون شتورش
أنطون شتورش (بالألمانية: Anton Storch) هو سياسي ألماني، ولد في 1 أبريل 1892 في فولدا في ألمانيا، وتوفي بنفس المكان في 26 نوفمبر 1975. حزبياً، نشط في الاتحاد الديمقراطي المسيحي وحزب الوسط. وقد انتخب عضو في البوندستاغ الألماني خلال فترته النيابية ‏ (7 سبتمبر 1949 – 7 سبتمبر 1953) وانتخب عضو في البرلمان الأوروبي.

## روابط خارجية
- أنطون شتورش على موقع مونزينجر (الألمانية)